# Classe Columbia (croiseur)
Pour les autres classes de navires du même nom, voir Classe Columbia.
La classe Columbia fut une classe de croiseur protégé construite pour la marine américaine à la fin au du XIXe siècle.

Ils furent reclassés en croiseur lourd.

## Les unités de la classe
| Nom                            | Lancement       | Service effectif | Chantier naval                                 | Fin de carrière          | Photo |
| ------------------------------ | --------------- | ---------------- | ---------------------------------------------- | ------------------------ | ----- |
| USS Columbia (C-12) (CA-16)    | 26 juillet 1892 | 23 avril 1894    | William Cramp and Sons Philadelphie États-Unis | vendu le 26 janvier 1926 |       |
| USS Minneapolis (C-13) (CA-17) | 12 août 1893    | 13 décembre 1894 | William Cramp and Sons Philadelphie États-Unis | vendu le 5 août 1921     |       |

## Conception
Les croiseurs de classe Columbia ont été conçus pour la destruction des navires de commerce. Ils ont été légèrement blindés et armés, mais avec la vitesse nécessaire pour rattraper et détruire les navires marchands lors des blocus et raids commerciaux. Mais ils furent vite surclassés par les croiseurs protégés de taille similaire qu'ils rencontraient. En outre, les moteurs étaient très coûteux à exploiter en pleine puissance, et cette gamme de navires fut vite abandonnée.
En raison de leur conception, ce type de navire a été critiqué comme n'étant pas supérieur à un navire marchand armé.

## Histoire
Au cours de la guerre hispano-américaine, cette classe de croiseur a été principalement utilisée comme transporteur de troupes au sein du Flying Squadron.

## Caractéristiques  générales
- Déplacement : 8 270 tonnes (pleine charge)
- Longueur : 125,91 m
- Largeur : 17,73 m
- Tirant d'eau : 7,44 m
- Rayon d'action : 25 500 miles à 10 nœuds
- Propulsion : 3 hélices (8 chaudières)
- Combustible : 2 130 tonnes de charbon
- Equipage : 459 hommes
- Blindage : pont = 64 mm 
ceinture = 102 mm
casemate = 102 mm
kiosque = 127 mm